# 北澤式文
北澤 式文（きたざわ しきふみ、昭和7年（1932年）10月11日 - ）は、日本の薬学者。

## 生い立ち
昭和7年、京都市東山区に生まれる。母方の祖母は建仁寺境内で官許の助産婦を開業し社会福祉活動（後に藍綬褒章を受章）をしていた。父が神嘗祭の式辞の文章を推敲している間に生まれたため式文と名付けられる。京都府立京都第二中学校に進み、一年次8月に終戦を迎える。中学二年生の時に肋膜炎を患い、休学、絶対安静の中ラジオで聞いていたクラシック音楽や英会話、劇場中継などがその後の趣味ともなっている。
病気から回復した後、京都市立堀川高等学校に復学。英会話や化学に興味をもち、薬学を志望するようになる。

## 研究業績

### 卒業研究
自身が結核に罹病して休学したこともあり、抗結核作用を持つ新規化合物の合成研究とその抗菌性を評価することを行った。

### 学位取得のための研究
抗結核薬PASの投与量が多く副作用による患者の苦痛が大きかったため、投与量を少なくするためにPAS誘導体を合成し、誘導体の体内での動態を測定するなどの評価を行った。合計１００種類以上の新規化合物を合成し、いくつかの有望な化合物を得ることが出来たが、当時結核の罹患率はすでに低下していたので市販するには至らなかった。この研究の結果は学位論文「体内活性化を目的にしたPAS誘導体の薬剤学的研究」に集約されている。

### 助手、助教授時代の研究
米国留学から帰国後、薬学全体の研究方向が化合物の合成研究より生体内の変化や動態に進んでいる方向を考慮して研究対象を薬物投与後の体内動態に変えることとなった。その手始めとして消化管吸収をより生理的な状態で測定した。実験方法としてはラット腸管還流法により還流液の浸透圧を変化させることによって腸管壁を通しての水の移動が起こり、薬物はこの水の移動に従って移動していることが見出された。また浸透圧を調整する物質によっても吸収率そのものが変化することも示された。これらの研究結果は薬物の消化管吸収は単純な膜透過現象で解明できるものではなく、管内の浸透圧や内容成分によって複雑に変化するものであることが示された。

### 助教授、教授時代
病院事務作業の効率化のための電算機の導入に尽力した。京大では医師の診察室や事務部門での電算機の効率的な運用を行うためのシステムの在り方設計と実際に適用した場合の効果について試行錯誤を行った。名古屋大学病院でも電算化に取り組んだが、この領域での研究成果は医師団と電算化委員会との団体交渉の結果、「研究業績とはしない」という約束に従い、論文として発表していない。薬剤師の医療への積極的な参加が求められた時代であり、多くの厚生省の委員会委員に指名された。一般用医薬品を販売する薬剤師が基本的に持ち合わせなければならない知識、技量、生活者との対応などを二十数回にわたって薬剤師の購読の多い「調剤と情報」に連載した。

## 学歴
昭和32年 京都大学医学部薬学科卒業

## 職歴
昭和33年 京都大学医学部附属病院助手
昭和41年 フルブライト留学生として米国ニューヨーク州立大学薬学部へ出張
昭和45年 京都大学医学部附属病院副薬剤部長
昭和46年 京都大学医学部附属病院助教授、副薬剤部長を兼務
昭和57年 名古屋大学教授、医学部附属病院薬剤部長を兼務
昭和63年 慶應義塾大学医学部教授、大学病院薬剤部長を兼務
平成10年 慶應義塾大学停年退職、慶應義塾大学医学部客員教授
平成10年 日本病院薬剤師会会長
平成11年 日本大学大学院薬学研究科客員教授
平成16年 帝京平成大学教授、薬学部長
平成20年 帝京平成大学教授定年退職

## 免許
薬剤師免許 昭和32年

## 学位
京都大学薬学博士  昭和41年

## 専門分野
薬剤学、薬物動態学、医薬品情報処理学

## 現学会
日本薬学会、日本臨床薬理学会、日本薬剤疫学会、日本医療薬学会、日本薬剤学会

## 公職歴
厚生省薬務局薬剤師国家試験委員(昭和51年4月〜昭和56年3月)
厚生省中央薬事審議会臨時委員(昭和55年11月〜平成5年12月)
厚生省中央薬事審議会委員(平成5年12月〜平成7年10月)
国立医療・病院管理研究所客員講師(平成7年〜平成11年)
日本学術会議医薬研究連絡委員会委員(平成2年4月〜平成4年3月)
日本薬学会薬剤学委員会委員長(平成2年〜平成4年、平成6年～平成8年)
日本薬剤学会会長(平成4年〜平成5年)
日本医師会病院医療評価検討委員会委員(平成4年〜平成10年)
日本薬剤師会薬価基準収載品目検討委員会委員長(昭和63年〜平成10年)
日本薬剤師会調剤技術委員会委員長(昭和63年～平成10年)
日本薬剤師会国際委員会委員長(平成6年〜平成10年、平成12年～平成22年)
アジア薬剤師会連合病院薬学部会委員長(平成6年〜平成11年)
アジア薬剤師会連合副会長(平成11年4月〜平成22年)
日本病院薬剤師会副会長(平成4年〜平成10年)
日本病院薬剤師会会長(平成10年4月〜平成10年11月)
日本薬剤疫学会副理事長(平成11年〜平成22年)